# Leichtathletik-Europameisterschaften 1969/Kugelstoßen der Männer

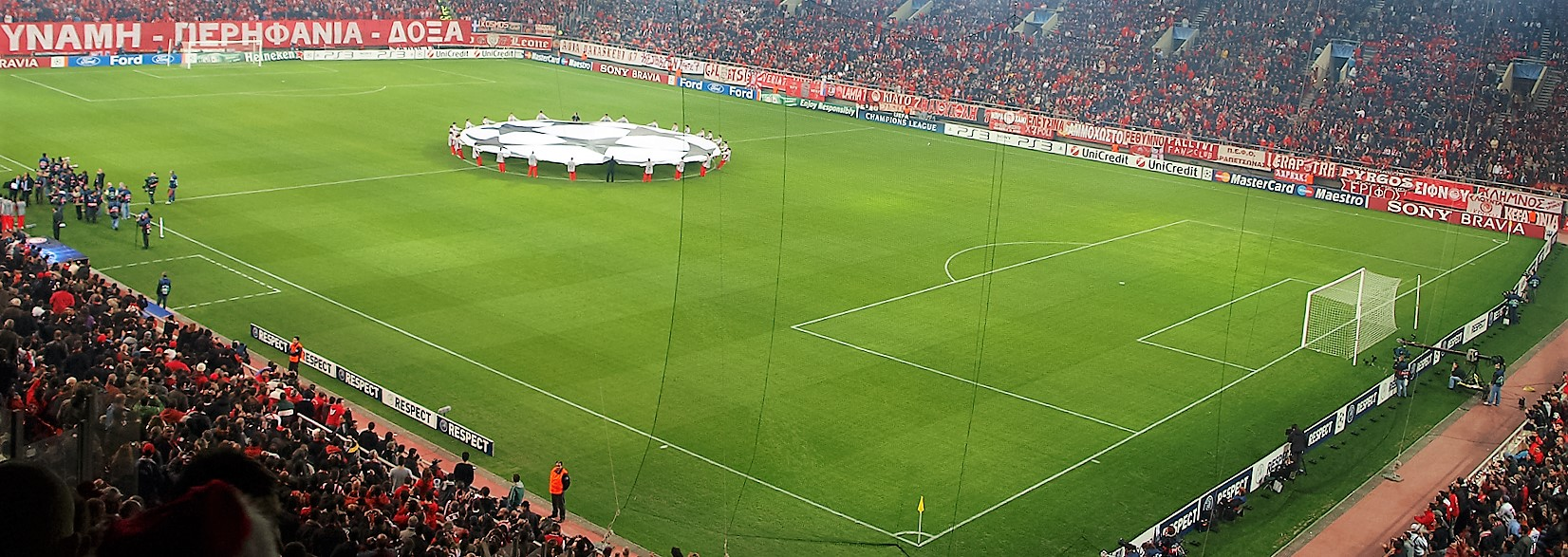
Das Karaiskakis-Stadion im Jahr 2009

Das Kugelstoßen der Männer bei den Leichtathletik-Europameisterschaften 1969 wurde am 17. und 18. September 1969 im Athener Karaiskakis-Stadion ausgetragen.
In diesem Wettbewerb gab es einen Dreifacherfolg für die Kugelstoßer der DDR. Europameister wurde Dieter Hoffmann. Er gewann vor Heinz-Joachim Rothenburg. Bronze ging an den Europarekordinhaber Hans-Peter Gies.

## Rekorde

### Bestehende Rekorde
| Weltrekord           | 21,78 m | Randy Matson    | College Station, USA | 22. April 1967    |
| Europarekord         | 20,64 m | Hans-Peter Gies | Budapest, Ungarn     | 28. Juni 1969     |
| Meisterschaftsrekord | 19,43 m | Vilmos Varjú    | EM Budapest, Ungarn  | 3. September 1966 |

### Rekordverbesserungen
Europameister Dieter Hoffmann aus der DDR verbesserte den EM-Rekord bei diesen Europameisterschaften zweimal:
- 19,72 m – Qualifikation am 17. September
- 20,12 m – Finale am 18. September

## Qualifikation
17. September 1969, 10.00 Uhr
22 Teilnehmer traten zu einer Qualifikationsrunde in zwei Gruppen an. Sieben Athleten (hellblau unterlegt) übertrafen die Qualifikationsweite für den direkten Finaleinzug von 18,80 m. Damit war die Mindestanzahl von zwölf Finalteilnehmern nicht erreicht. Das Finalfeld wurde mit den fünf nächsten bestplatzierten Sportlern (hellgrün unterlegt) auf zwölf Werfer aufgefüllt. So reichten für die Finalteilnahme schließlich 18,41 m.

### Gruppe A
| Platz | Name                     | Nation           | Weite (m) |
| ----- | ------------------------ | ---------------- | --------- |
| 1     | Hans-Peter Gies          | DDR              | 19,51     |
| 2     | Heinz-Joachim Rothenburg | DDR              | 19,51     |
| 3     | Nikolai Karassjow        | Sowjetunion      | 18,83     |
| 4     | Yves Brouzet             | Frankreich       | 18,54     |
| 5     | Miroslav Janoušek        | Tschechoslowakei | 18,47     |
| 6     | Seppo Simola             | Finnland         | 18,41     |
| 7     | Flavio Asta              | Italien          | 18,34     |
| 8     | Bengt Bendeus            | Schweden         | 18,21     |
| 9     | Sándor Holub             | Ungarn           | 17,92     |
| 10    | Jeff Teale               | Großbritannien   | 17,77     |
| 11    | Thord Carlsson           | Schweden         | 17,76     |
| 12    | Hannes Schulze-Bauer     | Österreich       | 17,42     |

### Gruppe B
| Platz | Name                 | Nation       | Weite (m) |
| ----- | -------------------- | ------------ | --------- |
| 1     | Dieter Hoffmann      | DDR          | 19,72 CR  |
| 2     | Matti Yrjölä         | Finnland     | 19,18     |
| 3     | Pierre Colnard       | Frankreich   | 18,96     |
| 4     | Eduard Guschtschin   | Sowjetunion  | 18,80     |
| 5     | Vilmos Varjú         | Ungarn       | 18,62     |
| 6     | Edy Hubacher         | Schweiz      | 18,48     |
| 7     | Ricky Bruch          | Schweden     | 18,34     |
| 8     | Arnjolt Beer         | Frankreich   | 17,78     |
| 9     | Georgios Lemonis     | Griechenland | 17,38     |
| 10    | Guðmundur Hermansson | Island       | 17,16     |

## Finale

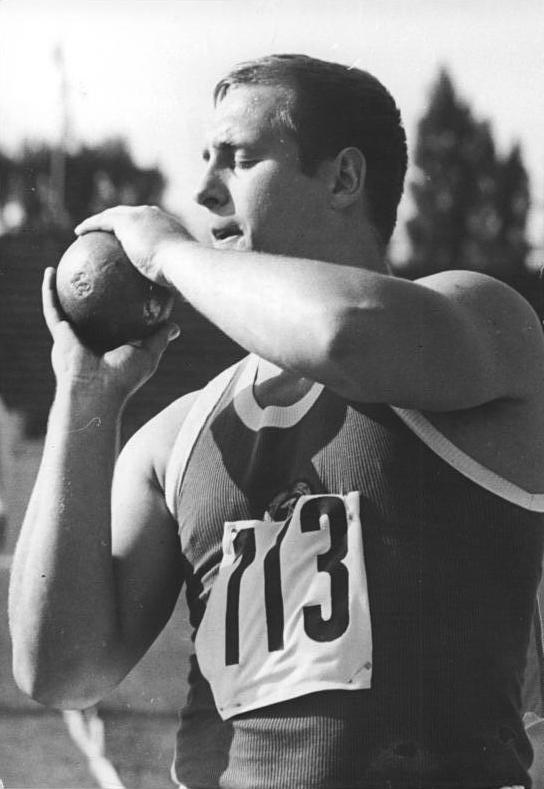
Nach seinem vierten Platz bei den Olympischen Spielen 1968 wurde Dieter Hoffmann Europameister

18. September 1969, 15.00 Uhr
| Platz | Name                     | Nation           | Weite (m) |
| ----- | ------------------------ | ---------------- | --------- |
| 1     | Dieter Hoffmann          | DDR              | 20,12 CR  |
| 2     | Heinz-Joachim Rothenburg | DDR              | 20,05     |
| 3     | Hans-Peter Gies          | DDR              | 19,78     |
| 4     | Matti Yrjölä             | Finnland         | 19,27     |
| 5     | Pierre Colnard           | Frankreich       | 19,06     |
| 6     | Eduard Guschtschin       | Sowjetunion      | 18,91     |
| 7     | Vilmos Varjú             | Ungarn           | 18,87     |
| 8     | Nikolai Karassjow        | Sowjetunion      | 18,71     |
| 9     | Miroslav Janoušek        | Tschechoslowakei | 18,67     |
| 10    | Edy Hubacher             | Schweiz          | 18,67     |
| 11    | Seppo Simola             | Finnland         | 18,65     |
| 12    | Yves Brouzet             | Frankreich       | 18,42     |

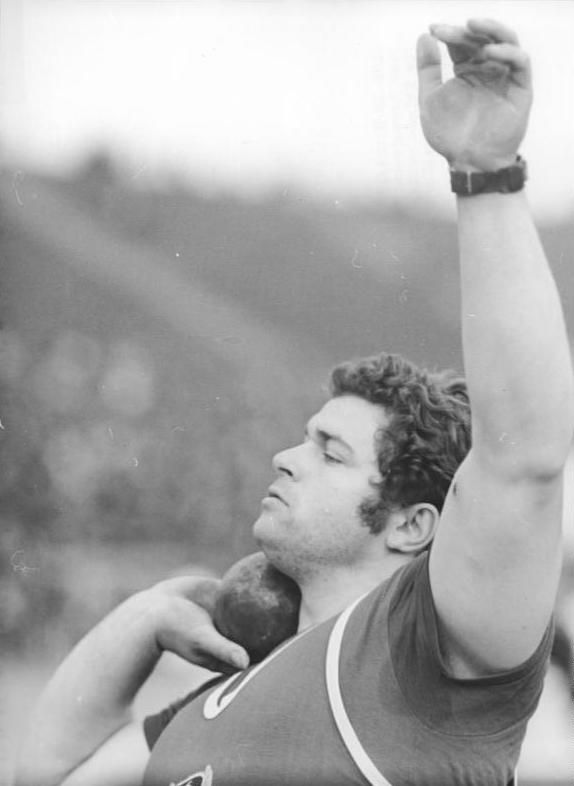
Vizeeuropameister Heinz-Joachim Rothenburg
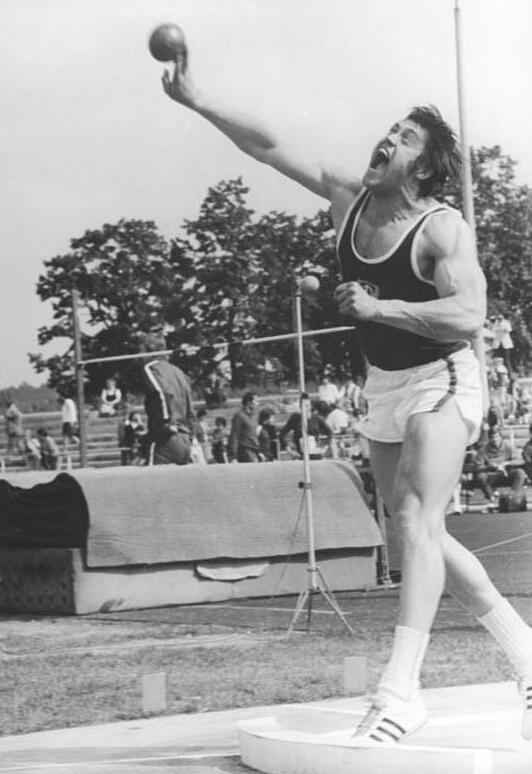
Europarekordler Hans-Peter Gies komplettierte mit Bronze den Dreifacherfolg der DDR-Kugelstoßer
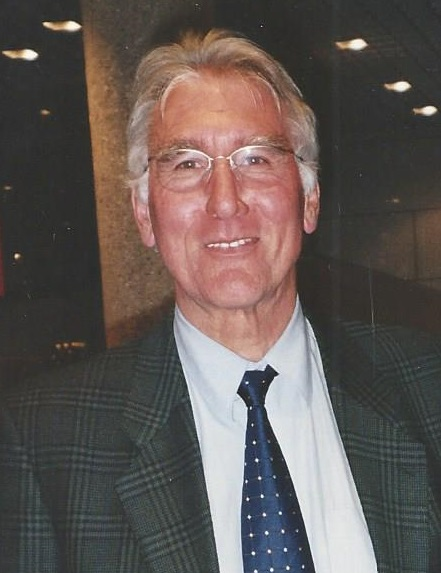
Edy Hubacher – hier nach seinem Karriereende – belegte Rang zehn, nachdem er am Tag zuvor den elften Platz im Diskuswurf erreicht hatte